# 玉眞瑞
玉眞瑞（朝鮮語: 옥진서）は、中国唐の翰林学士であり、朝鮮氏族の宜寧玉氏の始祖である。
中国唐から高句麗に八学士の1人として派遣され、高句麗滅亡後新羅に入国し、国学教授を務め、宜春君に封ぜられ、文恵という諡号を受けた。